# NGC 247
NGC 247 sau Caldwell 62 este o galaxie spirală intermediară din constelația Balena, aflată la o distanță de aproximativ 11,1 milioane de ani-lumină de Pământ.  A fost descoperită în 20 octombrie 1784 de către William Herschel. De asemenea, a fost observată încă o dată în 16 septembrie 1830 de către John Herschel și altcândva de către Ernst Wilhelm Leberecht Tempel.